# 練馬区立石神井東小学校
練馬区立石神井東小学校（ねりまくりつしゃくじいひがししょうがっこう）は、東京都練馬区にある区立小学校。2019年(令和元年)5月時点の児童数は14学級411名。 

## 沿革
- 1878年（明治11年）5月18日 - 豊玉学校より分離して、長命寺にて谷田（こくでん）学校を開校したと伝えられる[2]。
- 1884年（明治17年）10月20日 - 谷原村2376番地（現・順天堂練馬病院）にて谷田小学校として正式に開設[2]。「谷田」は谷原村と田中村から一字ずつ取ったもの。
- 1891年（明治24年） - 北豊島郡石神井村立谷田尋常小学校となる。
- 1902年（明治35年）4月1日 - 谷田尋常小学校を廃止し、改めて北豊島郡石神井村立石神井東尋常小学校を開設。
- 1925年（大正14年） - 校章制定
- 1932年（昭和7年）10月1日 - 石神井村が東京市に編入され、東京市石神井東尋常小学校となる。
- 1941年（昭和16年）4月1日 - 国民学校令施行により、東京市石神井東国民学校と改称。
- 1943年（昭和18年）7月1日 - 東京都制施行により東京都石神井東国民学校となる。
- 1945年（昭和20年）4月28日 - 群馬県山田郡梅田村（現・桐生市梅田町）へ学童疎開[3]。
- 1947年（昭和22年）4月1日 - 学校教育法施行により板橋区立石神井東小学校に改称。
- 1947年（昭和22年）8月1日 - 分区により練馬区が成立。練馬区立石神井東小学校となる。
- 1955年（昭和30年）4月5日 - 光和小学校開設により学区分割[3]。
- 1956年（昭和31年）3月28日 - 石神井東中学校と校地交換し現在地に移転[3]。
- 1957年（昭和32年）4月1日 - 谷原小学校開設により学区分割[3]。
- 1958年（昭和33年）11月18日 - 創立80周年を記念し校歌制定（作詞・西條八十、作曲・佐々木すぐる）。
- 1968年（昭和43年）4月1日 - 南田中小学校開設により学区分割[3]。
- 1973年（昭和48年）4月1日 - 富士見台小学校開設により学区分割[3]。
- 1976年（昭和51年）3月25日 - 南が丘小学校開設により学区分割[3]。

## 校舎
北校舎、南校舎に分かれており、南校舎はピンク色、北校舎は黄緑色。それぞれ、桜の花の色、桜の若葉の色である。1年・2年・3年・4年の教室が南校舎、5年・6年の教室が北校舎にある。

## 交通
- 西武池袋線練馬高野台駅から徒歩5分